# Kreis Fürstenthum

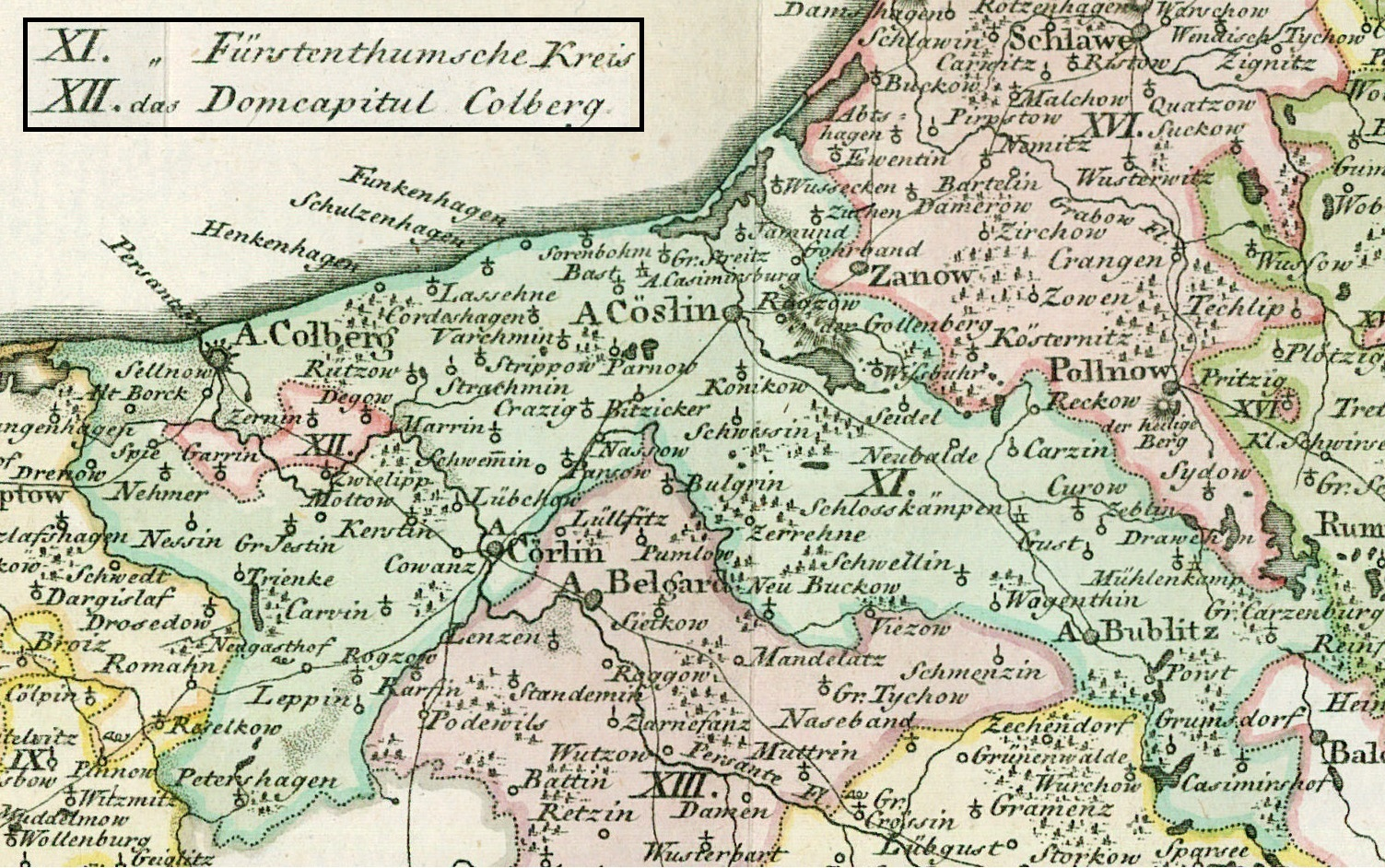
Der Kreis Fürstenthum im 18. Jahrhundert

Der Kreis Fürstenthum, eigentlich Kreis Fürstenthum Cammin, war bis 1872 ein preußischer Landkreis in Hinterpommern. Seine Kreisstadt war die Stadt Köslin. Nach dem Zweiten Weltkrieg wurde das ehemalige Kreisgebiet zusammen mit ganz Hinterpommern – militärische Sperrgebiete ausgenommen – von der sowjetischen Besatzungsmacht der Volksrepublik Polen zur Verwaltung unterstellt; es liegt heute in der polnischen Woiwodschaft Westpommern.

## Verwaltungsgeschichte
Nach dem Dreißigjährigen Krieg wurde das Bistum Cammin als Fürstentum Cammin säkularisiert und im Westfälischen Frieden (Vertrag von Osnabrück) – zusammen mit dem übrigen Hinterpommern – Brandenburg-Preußen zugesprochen. Bei der Kreisreform 1724 wurde das Fürstentum in einen Landrätlichen Kreis umgewandelt.
Der Kreis umfasste die Städte Bublitz, Kolberg, Körlin und Köslin, die königlichen Ämter Bublitz, Kasimirsburg, Kolberg, Körlin und Köslin sowie eine größere Anzahl von adligen Dörfern und Gütern.
Die elf dem Kolberger Domkapitel gehörenden Dörfer wurden 1811 in den Kreis eingegliedert, nachdem dieses Territorium säkularisiert worden war. In Folge der Provinzialbehörden-Verordnung vom 30. April 1815 wurde der Kreis Fürstenthum Teil des Regierungsbezirks Köslin in der Provinz Pommern.
Bei der pommerschen Kreisreform von 1818 wurde der Kreis Fürstenthum um 29 Dörfer des Kreises Greifenberg sowie drei Dörfer des Ostenschen Kreises vergrößert.
Der für die damaligen Verhältnisse ungewöhnlich große Kreis wurde am 1. September 1872 in die drei Kreise Bublitz, Kolberg-Körlin und Köslin aufgeteilt.

## Einwohnerentwicklung
| Jahr | Einwohner | Anmerkungen    |
| ---- | --------- | -------------- |
| 1797 | 033.203   | [ 9 ]          |
| 1816 | 046.537   | [ 10 ]         |
| 1846 | 089.571   | [ 11 ]         |
| 1864 | 111.071   | am 3. Dezember |
| 1871 | 111.138   | [ 13 ]         |

## Landräte
- 1724–174700Conrad Tessen von Heydebreck
- 1747–174900Conrad Ernst von Heydebreck
- 1763–176700Friedrich Wilhelm von Kameke (1718–1770)
- 1767–179400Friedrich Georg Christoph von Hellermann (1723–1794)
- 1794–181200Wilhelm Casimir von Hellermann (1766–1840)
- 1812–183900Carl Heinrich von Gerlach (1783–1860)
- 1839–184900Albert von Gaudecker-Kerstin
- 1849–185700Wilhelm von Hellermann (1810–1889)
- 1857–187200August von Gerlach-Parsow (1830–1906)

## Städte und Gemeinden
Bei der Volkszählung von 1871 umfasste der Kreis Fürstenthum vier Städte und 195 Landgemeinden:
| - Adlig Bauerhufen - Adlig Henkenhagen - Adlig Klein Möllen - Adlig Todenhagen - Alt Banzin - Alt Belz - Alt Bork - Alt Quetzin - Alt Werder - Altstadt - Augustin - Baldekow - Bartin - Barzlin - Bast - Bauerhufen - Beverhusen - Bischofthum - Biziker - Bodenhagen - Bogenthin - Borkenhagen - Bornhagen - Bublitz, Stadt - Bullenwinkel - Büssow - Casimirshof - Cluß - Cordeshagen - Cratzig - Crettmin - Curow - Cursewanz - Damgardt - Damitz - Dargen - Dassow - Datjow - Deep - Degow - Dörsenthin - Drawehn - Drenow - Drensch - Drosedow - Dubbertech - Eigenthum Henkenhagen - Fischerlage Henkenhagen - Fritzow - Funkenhagen | - Gandelin - Ganzkow - Garchen - Garrin - Gervin - Gieskow - Glienke - Gohrband - Goldbeck - Gollendorf - Gribow - Groß Jestin - Groß Karzenburg - Groß Möllen - Groß Pobloth - Groß Satspe - Groß Streitz - Grumsdorf - Güdenhagen - Gülz - Gust - Hölkewiese - Jaasde - Jamund - Jatzthum - Kaltenhagen - Kerstin - Kiepersdorf - Klannin - Klein Jestin - Klein Karzenburg - Klein Möllen - Klein Pobloth - Klein Satspe - Klein Streitz - Kleist - Kolberg, Stadt - Kolberger Deep - Kölpin - Konikow - Körlin, Stadt - Köslin, Stadt - Kothlow - Kowanz - Krampe - Laase - Labus - Lappenhagen - Lassehne - Latzig | - Leikow - Linow - Lübchow - Lubow - Lüptow - Mallnow - Maskow - Mechenthin - Mersin - Meyringen - Mocker - Mohrow - Moitzelfitz - Naugard - Necknin - Nedlin - Nehmer - Nessin - Nest - Neu Banzin - Neu Bork - Neu Buckow - Neu Griebnitz - Neu Quetzin - Neu Werder - Neudorf - Neuenhagen - Neuklenz - Neurese - Parsow - Peterfitz - Petershagen - Pleushagen - Plümenhagen - Pobanz - Poldemin - Popiel-Seebeck - Poppenhagen - Porst - Prettmin - Priddargen - Puddemsdorf - Rabuhn - Ramelow - Reckow - Repkow - Reselkow - Rogzow - Rogzow - Rossenthin | - Roßnow - Rützow - Rüwolsdorf - Sassenburg - Schötzow - Schreitstaken - Schübben - Schulzenhagen - Schützenwerder - Schwedt - Schwellin - Schwemmin - Schwerinsthal - Schwessin - Seefeld - Seeger - Sellnow - Semmerow - Seydel - Simötzel - Sorenbohm - Spie - Steglin - Stepen - Sternin - Stöckow - Stolzenberg - Strachmin - Strippow - Thunow - Timmenhagen - Todenhagen - Tramm - Ubedel - Vangerow - Varchmin - Varchminshagen - Wartekow - Wisbuhr - Wobrow - Wolfshagen - Wusseken - Zernin - Zerrehne - Zetthun - Zewelin - Ziegelei - Zuchen - Zwilipp |

Zum Kreis gehörten 1871 außerdem 178 Gutsbezirke.